# Koconogi čuk
Koconogi čuk (znanstveno ime Aegolius funereus) je dnevno-nočna vrsta ptičev iz družine pravih sov (Strigidae).

## Opis
Koconogi čuk je nekoliko večji in vitkejši od navadnega čuka saj zraste med 22 in 27 cm in ima razpon kril med 50 in 60 cm. Od navadnega čuka se loči tudi po bolj pokončni drži, debelejši glavi in daljšem repu. Ima izrazito obrazno masko in velike, rumeno obrobljene oči.
Po zgornji strani telesa je rjave barve s svetlimi pegami in svetlejših ramenih, po spodnji strani pa je pretežno bele barve s svetlo rjavimi pokončnimi progami.
Samci se oglašajo z melodičnimi toni ug ug ali du-du-du po navadi sprva naraščujoče, takoj za tem pa še padajoče.

## Razširjenost
Koconogi čuk živi v višje ležečih iglastih gozdovih, redkeje tudi v mešanih, razširjen pa je od Pirenejev in Alp do Kamčatke ter v Severni Ameriki.
V Sloveniji lovi samo ponoči predvsem majhne glodavce in majhne ptice.
Gnezdi aprila in maja v gnezdih v drevesnih duplih, kamor samica izleže od 3 do 6 jajc.